# 1789 en Lorraine
Chronologie de la Lorraine
- 1785
- 1786
- 1787
- 1788
- 1789
- 1790
- 1791
- 1792
- 1793

Cette page est une liste d'événements qui se sont produits durant l'année 1789 en Lorraine (Grand-gouvernement de Lorraine-et-Barrois à l'époque).

## Éléments contextuels
- La Révolution permet à quiconque le désir de produire de la bière. Ainsi Nancy comptait une seule brasserie en 1789 mais une trentaine dès 1810.[pertinence contestée]

## Événements

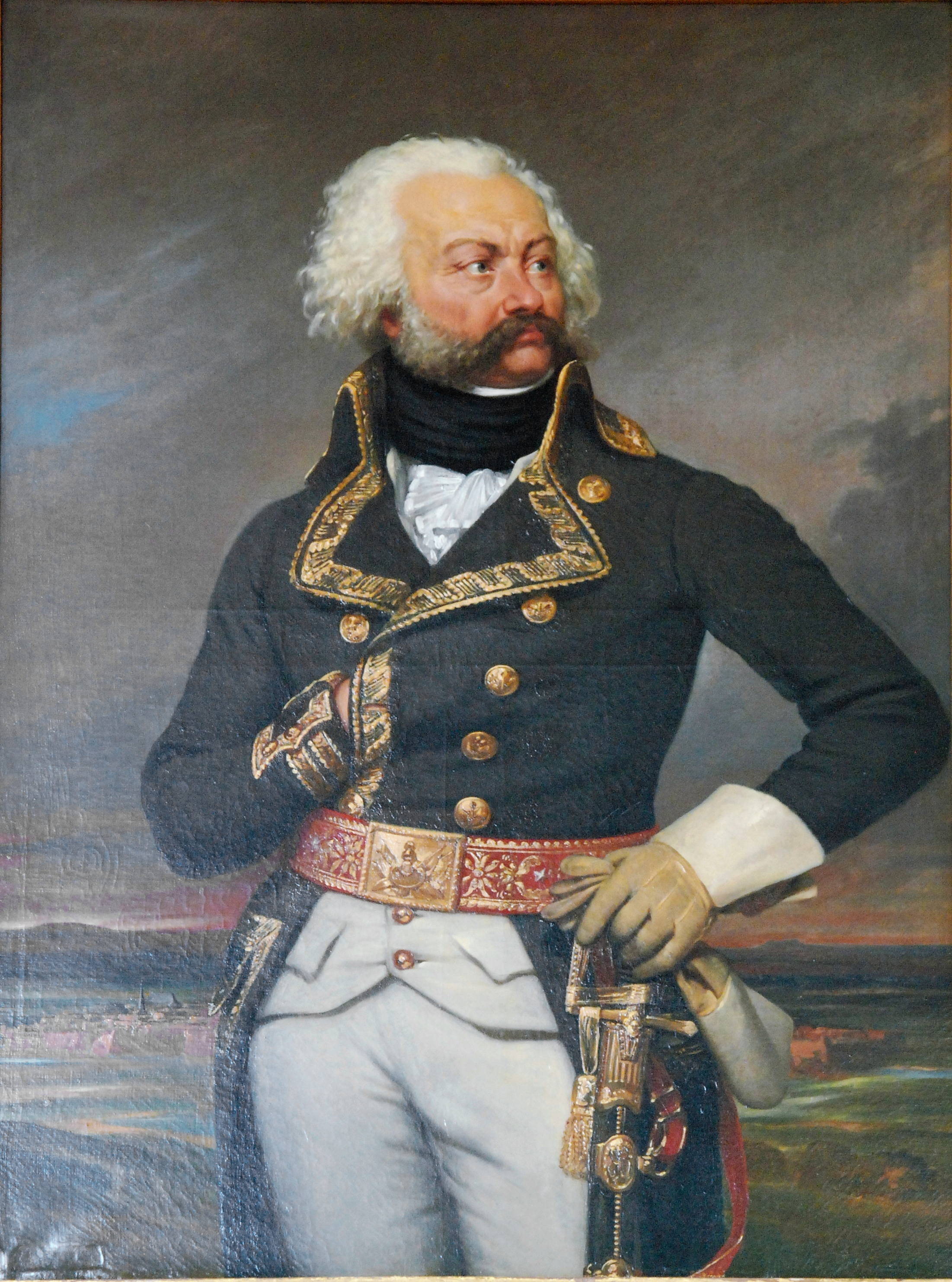
Adam Philippe de Custine

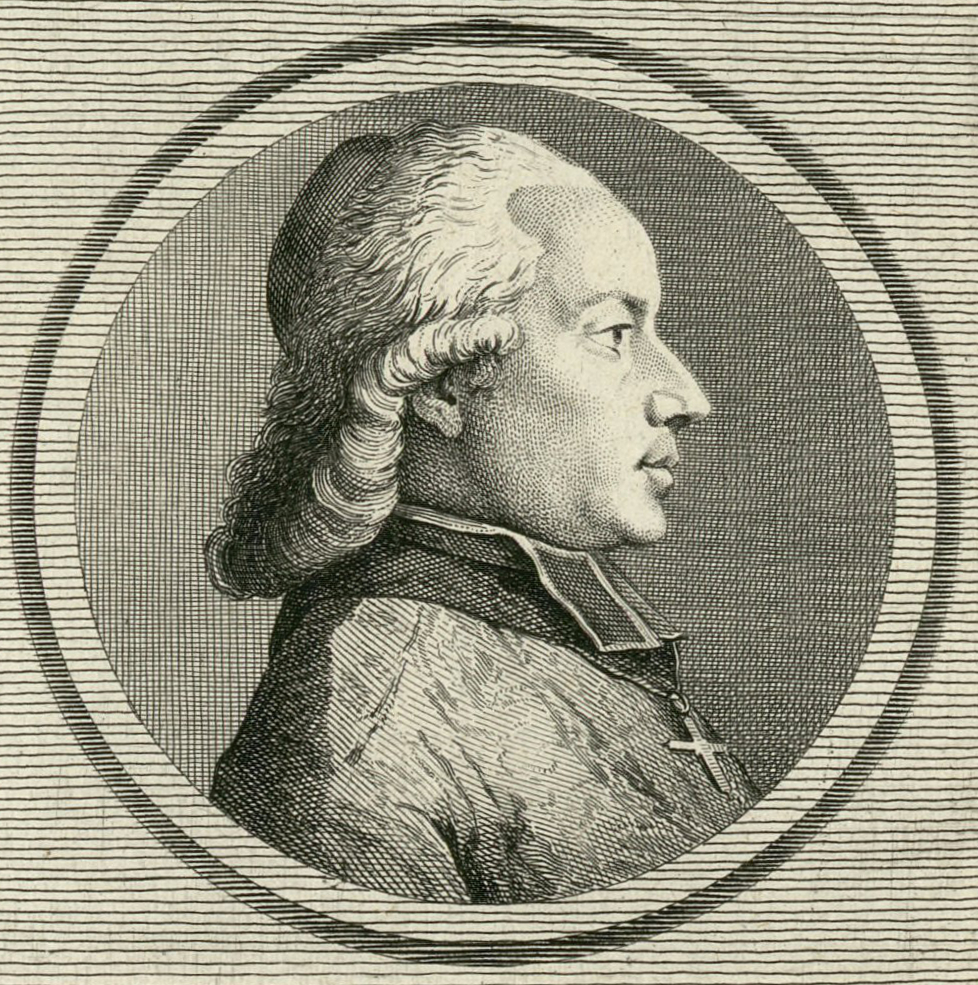
Anne Louis Henri de La Fare vers 1789-1791

Henri dit Abbé Grégoire.

- Château-Salins prend le nom révolutionnaire de Salines libres[1].[Quand ?] Elle retrouvera son nom actuel après la Révolution française.
- Colmatage de la source miraculeuse de sainte Libaire, à Grand[2]. Sur le site sera construite l'église Sainte Libaire de Grand.
- La Lorraine est la province du royaume qui compte le plus de routes relativement à sa superficie. Leur étendue était de 621 lieues[3][pertinence contestée].
- Mars - Avril 1789 : 52 députés lorrains et évêchois élus aux états généraux sont envoyés à Versailles[4]. Les députés du clergé étaient plutôt acquis aux "idées nouvelles" à l'exception notoire de Monseigneur de La Fare. Les députés du tiers état étaient 27 juristes et un médecin[5].
- François de Neufchateau, député suppléant aux États Généraux, participe activement à la rédaction des cahiers de doléances.
- Sont élus députés du futur département de la Meurthe (actuelle Meurthe-et-Moselle) : Claude Ambroise Régnier, élu le 6 avril 1789, par le bailliage de Nancy, député du tiers état aux États généraux, où il siège au comité de constitution; Charles Louis de Ludre de Frolois, élu, le 6 avril 1789, député de la noblesse aux États généraux par le bailliage de Nancy, il vota constamment avec la minorité, se montra l'ennemi des réformes, et signa les protestations des 12 et 15 septembre 1791; Joseph Prugnon :  élu le 6 avril 1789, député du tiers état aux États généraux par le bailliage de Nancy, il appartint à la majorité de l'Assemblée constituante, prêta le serment du Jeu de paume, fit partie du comité des rapports, fut commissaire à la fabrication des assignats, et prit une part assez importante aux délibérations.
- Sont élus députés de l'actuel département de la Meuse :  Claude Hubert Bazoche : député du tiers état aux État-généraux de 1789 pour le bailliage de Bar-le-Duc et siège avec les modérés; Jean-Baptiste Aubry : représentant le clergé.
- sont élus députés du futur département de la Moselle : François Nicolas Anthoine (parfois nommé François-Paul-Nicolas Anthoine), né à Boulay-Moselle, le 17 mars 1758, mort à Metz, le 19 août 1793, député du bailliage de Sarreguemines aux États généraux de 1789 et de la Moselle à la Convention nationale; Jean-Georges-Charles Voidel, devient président du Comité des Recherches, il est à ce titre, un personnage puissant. En effet, ce Comité est l'organe policier de cette époque; Louis Verdet, élu, le 30 mai, député du clergé aux États généraux par le bailliage de Sarreguemines; Adam Philippe de Custine représentant de la noblesse de Metz aux états généraux, il vote souvent avec la noblesse libérale de La Fayette, et fait partie des premiers à se rallier au tiers état. S’il vote la Déclaration des droits de l’homme, il défend en revanche les prérogatives royales, en prenant la défense des émigrés et celle des biens du clergé.
- Parmi les députés lorrains les plus en vue au cours des premières semaines, on trouve l'évêque de Nancy, Mgr de La Fare, qui prononce le sermon de la messe d'ouverture des États généraux à Versailles le 5 mai[4], mais c'est l'abbé Grégoire, curé d'Emberménil, qui apparaît rapidement comme l'un des chefs de file des patriotes lorrains et l'un des ténors de la Constituante bientôt rejoint par le Messin Pierre Louis Roederer, qui le 10 août 1792 fera sortir Louis XVI et sa famille du palais des Tuileries avant l'assaut de celui-ci.
- La réforme administrative fait de Mirecourt un chef-lieu de district du département des Vosges, puis un chef-lieu d'arrondissement.

- 7 février : élections préparatoires aux élections des députés du Tiers État. L'Abbé Grégoire est député du clergé du bailliage de Lunéville.
- 20 juin : l'abbé Grégoire, Jean-Georges-Charles Voidel, participent à la séance du Jeu de Paume[6].
- Été : la Grande Peur touche peu à peu la Lorraine[4].
- 11 novembre : le régiment Suisse de Lullin de Châteauvieux[7] est logé au quartier-neuf de Nancy ou quartier de l'Opéra aussi appelé Grand quartier.
- 22 décembre : la France est découpée en 83 départements, le texte sera définitivement promulgué le 4 mars 1790. La Lorraine est composée des départements de la Meurte (écrite ainsi sur la première carte, devenue la Meurthe) portant le numéro 52, la Meuse le 53, la Moselle le 55 et les Vosges le 82[8].

Presse écrite
- Création à Nancy du Bulletin de l'Assemblée nationale Variante du titre, 22-25 septembre 1789 :Extrait de différens journaux, paraissant 4 fois par semaine[9].

## Naissances
- 11 janvier : Louis Charles Théodore Lemasson est un homme politique français décédé le 30 octobre 1858 à Metz.
- 3 mars à Bar-le-Duc : Charles Louis Moreau est un homme politique français décédé le 15 février 1872 à Nancy (Meurthe-et-Moselle).
- 14 mars à Metz : Nicolas Martin Vesco, décédé le 9 mars 1883 à Paris, général de brigade français. Général de gendarmerie sous la monarchie de Juillet, il participa, en tant qu’officier subalterne, aux principales campagnes napoléoniennes.
- 24 avril, à Neufchâteau : François Costé, mort à Paris le 23 janvier 1848, magistrat et homme politique français, député des Vosges sous la monarchie de Juillet.
- 9 août à Montmédy : Robert-Nicolas-Charles Bochsa[10], musicien français mort à Sydney (Australie) le 6 janvier 1856. Il était à la fois harpiste, compositeur, professeur, chef d'orchestre, éditeur, directeur de théâtre, producteur mais également spécialiste de l’art de la contrefaçon de signatures.
- 19 octobre à Pont-à-Mousson (Meurthe) : Maurice de Lacoste du Vivier est un homme politique français décédé le 10 juillet 1854 à Vichy (Allier).

## Décès
- 3 mars à Metz : Pierre-Louis Roederer (1711-1789), juriste français, cinq fois  bâtonnier des avocats au Parlement de Metz, qui s'illustra dans la réhabilitation de Hirtzel Lévy, mort innocent sur la roue le 31 décembre 1754. En 1775, son intervention auprès du roi Louis XVI permit le rétablissement du Parlement de Metz, dissous par le Chancelier Maupeou. Il est le père du Comte Pierre-Louis Roederer.
- 4 août : 
  - Jean Colombier, né à Toul (Meurthe-et-Moselle) le 3 décembre 1736, est un médecin militaire, chirurgien et hygiéniste français. Il est surtout connu pour son rôle dans la réforme de l'organisation médicale en France.
  - Claude Antoine Clériadus de Choiseul La Baume, né le 5 octobre 1733 à Nancy (Meurthe-et-Moselle), mort guillotiné à Paris, est un aristocrate et général de division français, victime de la Révolution française.